# Irene Brügger

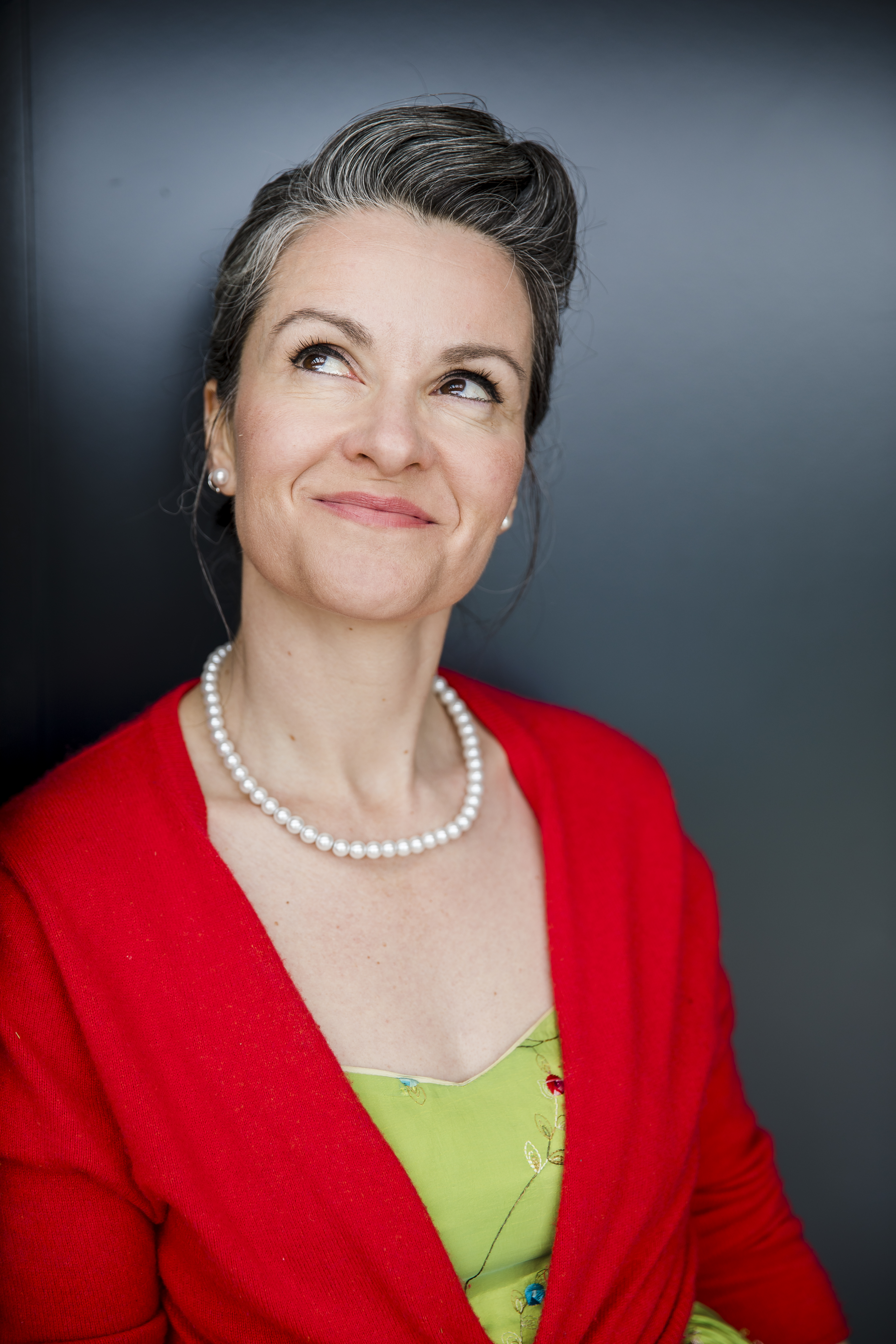
Irene Brügger

Irene Brügger (* 11. November 1979 in Willisau, Luzern) ist eine Schweizer Musikerin, Kolumnistin und Schauspielerin. Sie tritt seit 2007 unter dem Pseudonym Frölein Da Capo auf.

## Leben
Irene Brügger absolvierte nach den obligatorischen Schulen eine kaufmännische Ausbildung. Erste Bühnen-Erfahrungen machte sie in der lokalen Feldmusik, in diversen Rockgruppen, im Jugendtheater sowie in einer A-cappella-Formation. Im Mai 2007 trat sie erstmals als Solokünstlerin Frölein Da Capo auf. Noch im gleichen Jahr gewann sie den Nachwuchspreis Kleiner Prix Walo und spielte immer mehr öffentliche Konzerte.
Im April 2010 veröffentlichte sie ihre erste CD Frölein Da Capo und Bänd; eine zweite CD mit dem Titel Gemischtes Plättli erschien im September 2012.
2009 besetzte sie eine Rolle im Schweizer Spielfilm Der Sandmann.
Von 2010 bis 2012 wirkte sie in der Satiresendung Giacobbo/Müller des Schweizer Fernsehens mit.
Als Frölein Da Capo singt Irene Brügger eigene, humoristische Songs in Schweizer Mundart und begleitet diese auf der Gitarre, dem Euphonium, dem Klavier oder der Trompete. Ihr Markenzeichen ist die Verwendung eines Loop-Geräts; darauf spielt der Name Da Capo an. Wegen ihrer Multiinstrumentalität bezeichnet sie sich auch als Einfrauorchester. Auf die Soloprogramme Gemischtes Plättli und Nöies Zöigs folgte 2018 das Programm Kämmerlimusik, welches mit dem Swiss Comedy Award in der Sparte Solo ausgezeichnet wurde. Seit 2022 ist Frölein Da Capo mit dem Programm Die Ein-Frau-Show unterwegs.
Ihre Programme erarbeitet Irene Brügger in Eigenregie, ist Autorin, Komponistin, Regisseurin, Bühnenbildnerin, Kostümdesignerin, Dramaturgin, Illustratorin, Sängerin, Musikerin und – vor allem – Kabarettistin.
Im September 2015 erschien das Buch Episödali mit ihren Kolumnen aus der Luzerner Zeitung. Seit 2015 schreibt Irene Brügger, ebenfalls unter dem Pseudonym Frölein Da Capo, Kolumnen für die Familienzeitschrift Schweizer Familie. Es sind mittlerweile drei Bücher mit gesammelten Kolumnen erschienen: Buntes Treiben (2017), Einmal um den Baum (2019) und Singlesocken (2022).
Irene Brügger lebt mit ihrem Ehemann und ihren zwei Kindern in Willisau.

## Weitere Bühnen-Projekte
- 2014: Perlen, Freaks & Special Guests. Von und mit Ursus & Nadeschkin
- 2017 bis 2020: Sgt. Pepper – Ein Mundartabend. Interpretiert vom Secondhandorchestra (mit Frölein Da Capo, Adrian Stern, Roman Riklin, Daniel Schaub, FM François Mürner)
- seit 2021: FREDDIE – Die Mundartshow. Interpretiert vom Secondhandorchestra (mit Frölein Da Capo, Adrian Stern, Roman Riklin, Daniel Schaub, FM François Mürner)

## Filmografie
- 2011 Ein Sommersandtraum (Der Sandmann)

## Auszeichnungen
- 2007: Kleiner Prix Walo (in der Sparte Comedy)
- 2019: Swiss Comedy Award (in der Kategorie Solo für das Programm Kämmerlimusik)
- 2022: Swiss Comedy Award (in der Kategorie Ensemble mit dem Secondhand Orchestra für das Programm FREDDIE – Die Mundartshow)